# 점촌북초등학교
점촌북초등학교는 대한민국 경상북도 문경시에 있는 공립 초등학교이다.

## 학교 연혁
- 1934.05.28 호서남공립보통학교 부설 유곡간이학교 인가
- 1943.05.10 유곡국민학교로 승격 개교
- 1980.03.01 점촌북국민학교로 교명 변경
- 1981.03.01 점촌북국민학교 병설유치원 개원
- 1996.03.01 점촌북초등학교로 교명 변경
- 1996.12.20 신관교실 4칸 준공
- 2017.02.10 제69회 졸업(졸업생 3,865명)
- 2017.03.01 남재국 교장선생님 부임
- 2017.03.01 초등학교 6학급, 병설유치원 1학급 편성

## 참고 자료
- 점촌북초등학교 - 한국교육학술정보원 학교알리미